# Hooper (Nebraska)
Hooper es una ciudad ubicada en el condado de Dodge en el estado estadounidense de Nebraska. En el Censo de 2010 tenía una población de 830 habitantes y una densidad poblacional de 484,09 personas por km².

## Geografía
Hooper se encuentra ubicada en las coordenadas 41°36′41″N 96°32′55″O / 41.61139, -96.54861. Según la Oficina del Censo de los Estados Unidos, Hooper tiene una superficie total de 1.71 km², de la cual 1.68 km² corresponden a tierra firme y (1.81%) 0.03 km² es agua.

## Demografía
Según el censo de 2010, había 830 personas residiendo en Hooper. La densidad de población era de 484,09 hab./km². De los 830 habitantes, Hooper estaba compuesto por el 98.07% blancos, el 0% eran afroamericanos, el 0% eran amerindios, el 0% eran asiáticos, el 0.12% eran isleños del Pacífico, el 0.24% eran de otras razas y el 1.57% pertenecían a dos o más razas. Del total de la población el 1.57% eran hispanos o latinos de cualquier raza.